# 川上仁一
川上仁一（日语：／ Kawakami Jinichi，1949年—）是甲賀流忍術伴家忍之傳第21代掌門人，是日本公認的唯一在世的忍術大師，亦被認為是日本最後一位忍者。他現在於福井縣若狭町開設伴家忍之傳研修所，也是三重縣伊賀市伊賀流忍者博物館名誉館長。2012年1月，川上仁一在三重大学社会連携研究，擔任社会連携特別委任教授。

## 簡歷
川上仁一於6歲開始師從石田正藏學習忍術，未滿19歲已經繼承師父衣鉢。
川上仁一表示依稀記得，於他6歲拜師學藝時的事情，他表示他師父石田正藏是一位僧人打份的高手。起初他將忍術當成是「強盜術」來看，同時也要接受體能和意志的訓練，亦需要學習氣象、心理學和化學等學術知識，另外亦有包括飛簷、走壁、製作炸藥和煙霧彈、忍受痛楚和捱餓及捱冷等等。
2002年，川上仁一開始開班授徒。
2012年，川上仁一以「忍者不適合現代社會」為理由後，決定不再接收徒弟。
2015年成為日本忍者協議會顧問。

## 相關項目
- 甲賀二十一家
- 甲賀五十三家

## 脚注
1. ↑  . asahi.com.   [2009年6月5日]. （原始内容存档于2009-06-07） （日语）.
2. ↑  最後忍者停收徒 500年秘技恐失傳 （页面存档备份，存于） 《明報》 2012年8月20日